# Honungsgrävling
Honungsgrävling (Mellivora capensis), även kallad ratel, är ett rovdjur i familjen mårddjur som förekommer i Afrika och Asien. Trots namnet räknas arten inte till de egentliga grävlingarna (Melinae) utan till en egen underfamilj, Mellivorinae, som även innehåller några utdöda släkten.

## Utseende
Pälsen har en kännetecknande svart-grå-vit mönstring. Den övre delen från bakhuvudet till svansens rot är vit, gråvit eller grågul. Genom en skarp gräns skiljs den undre delen som är mörkbrun till svart. Även ansiktet och extremiteterna är svarta. I några afrikanska skogsområden, till exempel i norra Kongo-Kinshasa, finns dock individer som är helt svarta. Pälsens hår är ganska styva.
Extremiteterna och svansen är i jämförelse med kroppen förhållandevis korta. Vid de främre fötterna finns skarpa klor. Den relativt tjocka huden hänger löst på kroppen. Huvudet är brett och har en kort nos samt små ögon. Djuret har små yttre öron. Grävlingen får som vuxen en kroppslängd (huvud och bål) på mellan 60 och 77 cm och svansen kan öka totallängden cirka 20 till 30 cm. Hanar är oftast lite tyngre än honor och når en vikt mellan 7 och 13 kg.

## Utbredning och habitat
Utbredningsområdet av honungsgrävlingen omfattar stora delar av Afrika och Asien. I Afrika finns arten nästan på hela kontinenten från Marocko och Egypten till Sydafrika. I Asien sträcker sig utbredningsområdet från Arabiska halvön över centrala Asien (Turkmenistan) till Indien och Nepal. Dessa djur förekommer i olika habitat, till exempel gräsmarker och stäpper, tempererade skogar samt bergsregioner upp till 3000 meter över havet. De undviker däremot alltför heta och våta områden som öken och regnskog.

## Levnadssätt

### Aktivitet och socialt beteende
Honungsgrävlingar är huvudsakligen aktiva i gryningen eller på natten. I regioner långt ifrån civilisationen och områden med kyligt klimat kan de vara aktiva även på dagen. Som viloplatser använder de oftast egna utgrävda lyor. Dessa är vanligtvis mellan en och tre meter långa och slutar i ett litet rum som, utom vid parningstid, saknar polstring. Ibland bor honungsgrävlingar i naturliga grottor, håligheter i träd eller bon som byggts av andra djur. En individ har oftast flera viloplatser i sitt revir. På grund av att de vandrar långa sträckor, bor de sällan två efterföljande dagar i samma lya (undantag honor med ungar). Sin föda hittar de huvudsakligen på marken. Ibland klättrar de även i träd, särskilt när de letar efter honung.
Som de flesta mårddjur lever honungsgrävlingar huvudsakligen ensamma. Ibland påträffas dock mindre grupper som består av en familj, ett par eller några hanar. De har jämförelsevis stora territorier som omfattar flera kvadratkilometer. Dessa revir är inte särskilt utpräglade, men varje grävling markerar längs sin vandringssträcka utvalda punkter med körtelvätska för att visa andra individer sin närvaro.

### Försvar mot fiender
Honungsgrävlingar betraktas som mycket aggressiva och de har därför, undantaget människan, nästan inga fiender. Förutom under buken har grävlingen en tjock hud som effektivt skyddar djuret mot angrepp från kattdjur, giftormar och jordpiggsvin. Grävlingen använder även sina kraftiga främre fötter med dess långa klor samt tänderna som försvarsredskap. Dessutom har de möjligheten, likt skunkar, att spruta en illaluktande vätska från sina analkörtlar när de blir attackerade. Det finns berättelser att honungsgrävlingar har kämpat med djur i storlek som en afrikansk buffel.

### Föda
Honungsgrävlingar är till största delen köttätare och jagar däggdjur som gnagare eller ungdjur av större arter som rävar eller antiloper. Dessutom står fåglar och deras ägg, reptiler (bland annat agamer och giftormar), groddjur, as, insektslarver, skorpioner och andra ryggradslösa djur på matsedeln. Växtdelar äter honungsgrävlingen bara av i mindre mängder då i form av frukt, bär eller rötter.
Omtalat är artens förkärlek för honung, som gett djuret sitt namn. Enligt myten lever honungsgrävlingen i ett slags symbios med honungsgöken (Indicator indicator) som, med sitt läte, leder grävlingen till bikupan. Berättelsen fortsätter att grävlingen slickar honung medan honungsgöken äter alla bilarver. Sanningen i dessa historier är omstridd och det finns inga vetenskapliga bevis för detta påstående.

### Fortplantning
Det finns olika uppgifter om dräktighetens längd. Det beror troligtvis på att äggen, som hos flera andra mårddjur, vilar en tid efter befruktningen. Mellan parningen och födseln går det normalt fem till sex månader men den egentliga dräktigheten torde vara kortare. Kullen brukar bestå av två till fyra ungar som tillbringar sina första veckor i en lya polstrad med torra växtdelar. Ungarna stannar jämförelsevis länge, ibland över ett år, hos honan. Livslängden i naturen är inte känd, men djuret har i fångenskap levt till en ålder på 26 år.

## Honungsgrävlingar och människor
Trots artens stora utbredningsområde är den, på grund av de stora reviren, synlig förhållandevis sällan. Människor betraktar ofta grävlingen som en plåga eftersom den öppnar bikupor och kan smyga in i hus och döda höns. Förföljelse med giftbete eller fällor har medfört att artens bestånd minskat i några regioner, till exempel i Sydafrika. Allmänt räknas dock inte honungsgrävlingen till någon hotad art.